# Rückers (Flieden)
Rückers ist ein Ortsteil der Gemeinde Flieden im osthessischen Landkreis Fulda. Zu der ehemals selbständigen Gemeinde „Rückers Kr. Fulda“ gehören die Ortsteile Keutzelbuch und Leimenhof.

## Geographie

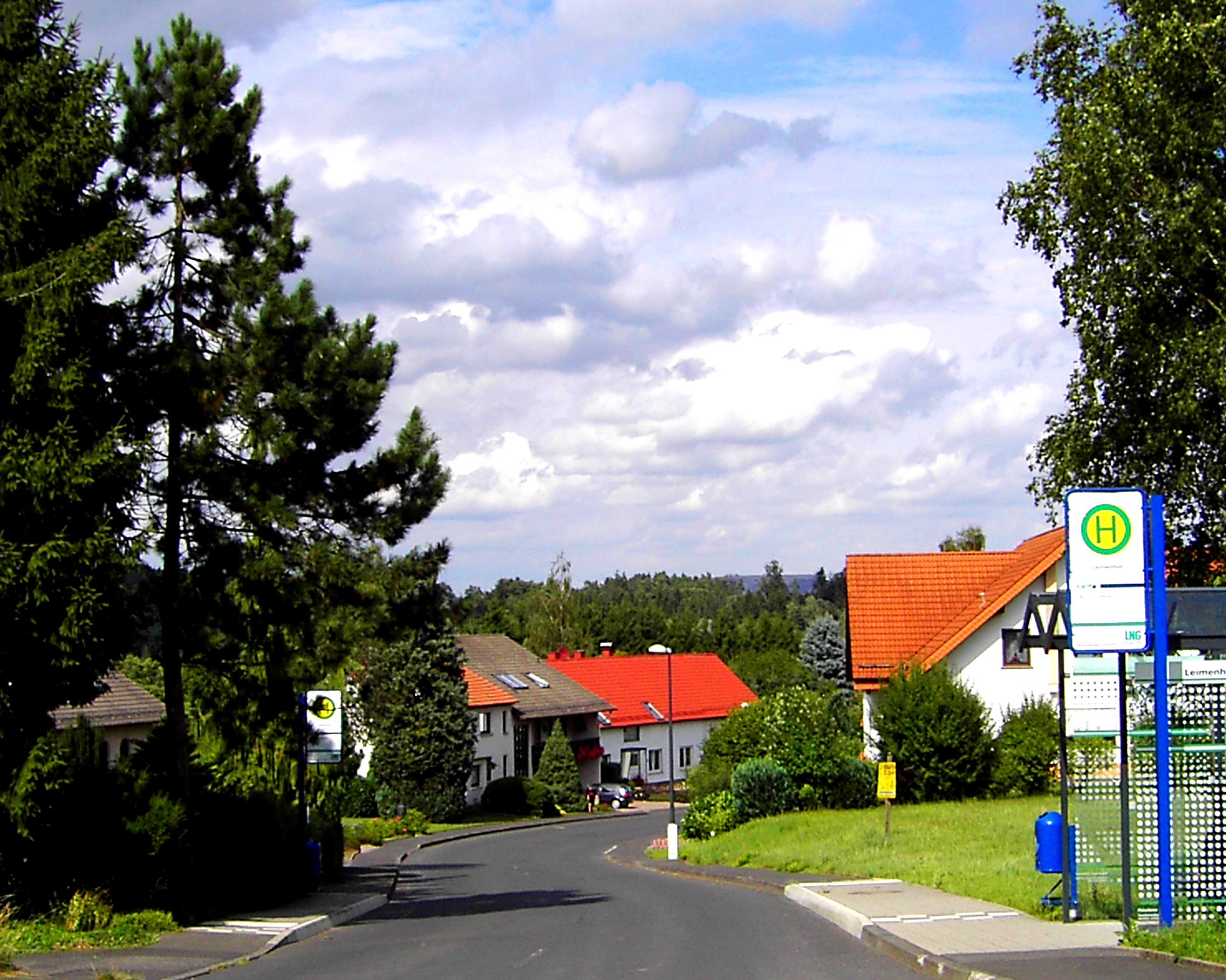
Leimenhof

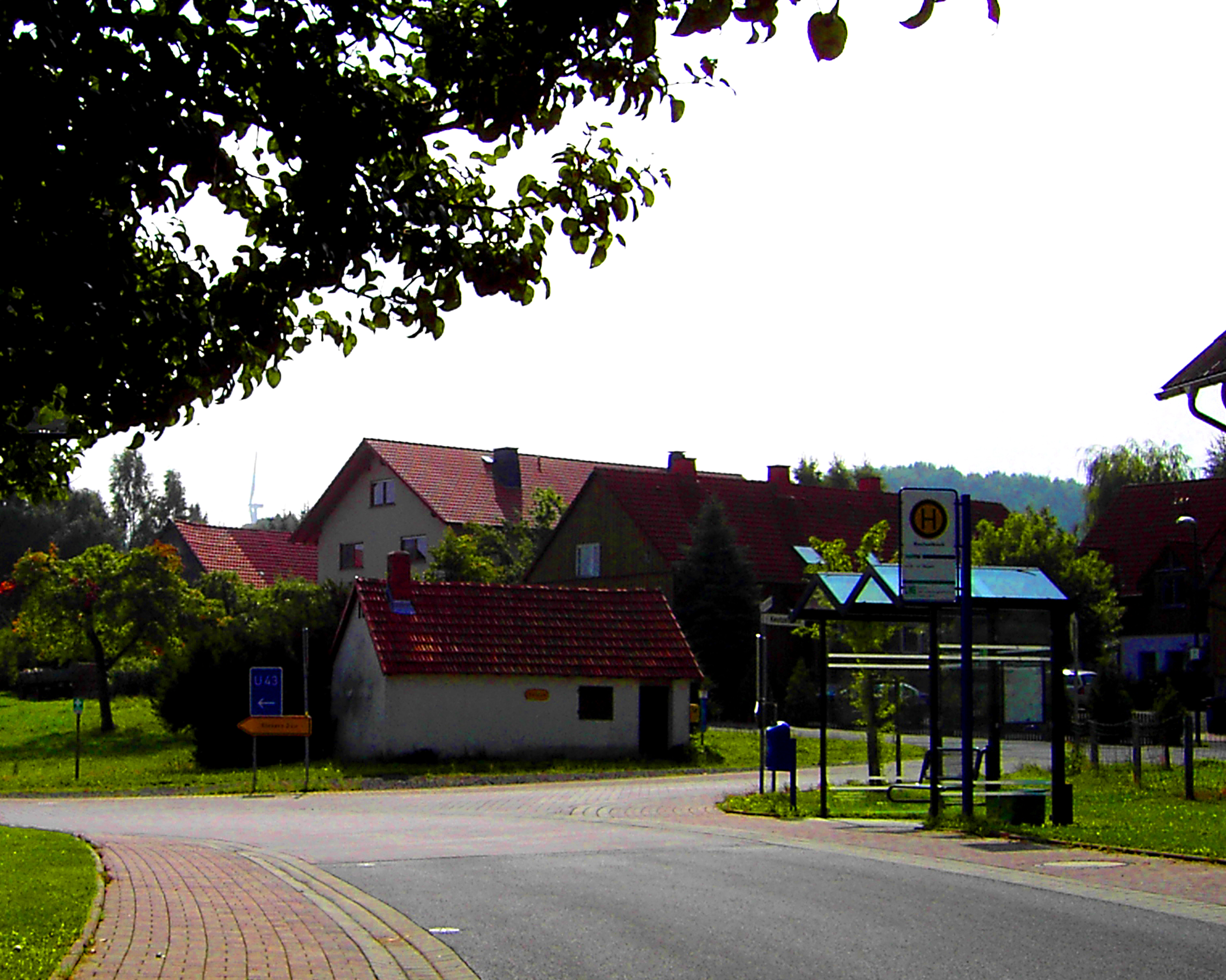
Keutzelbuch

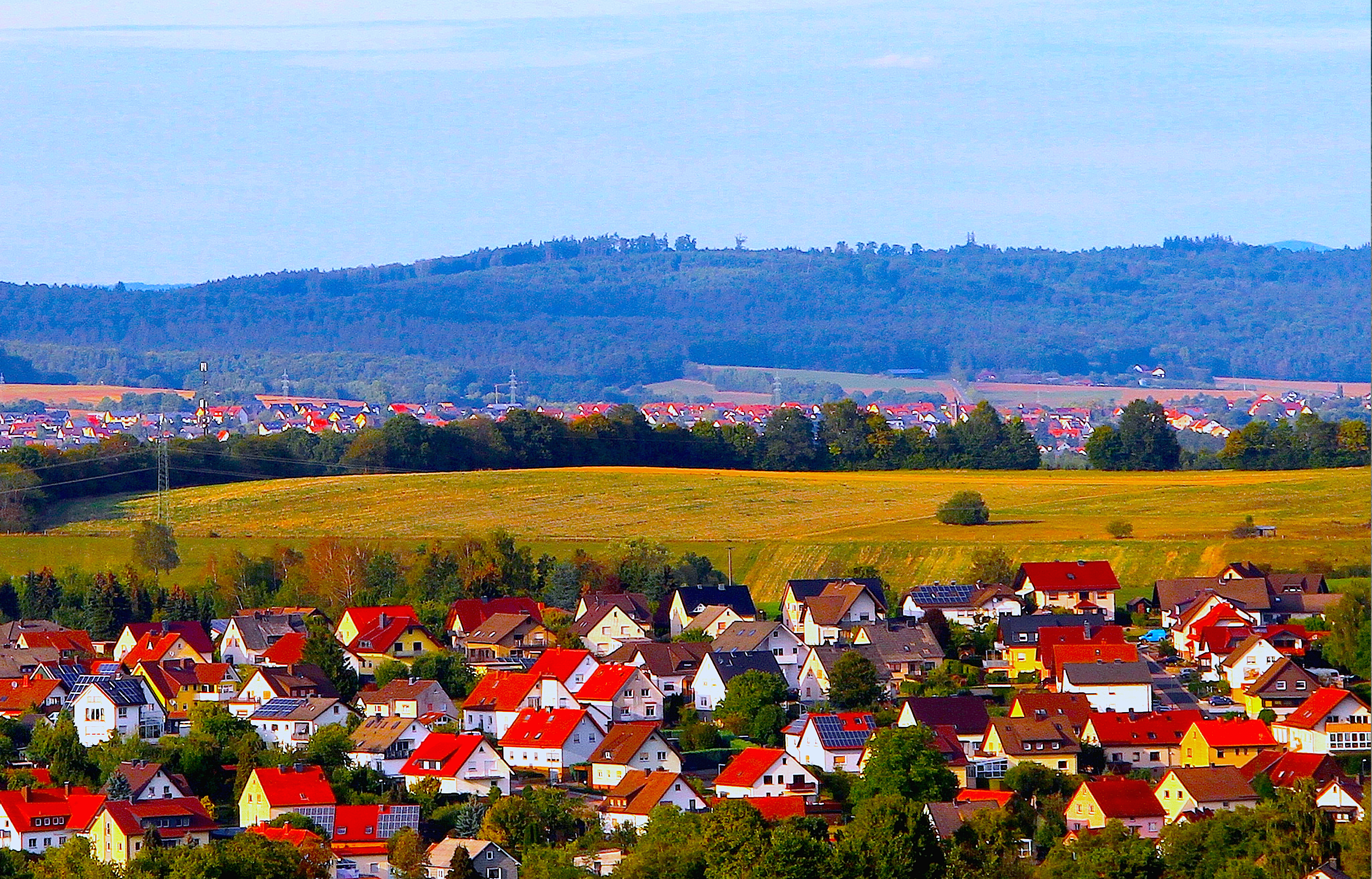
Rückers-Eckenheim mit dem Hochplateau des Eisenküppels auf dem Alten Feld und der Alten Warte

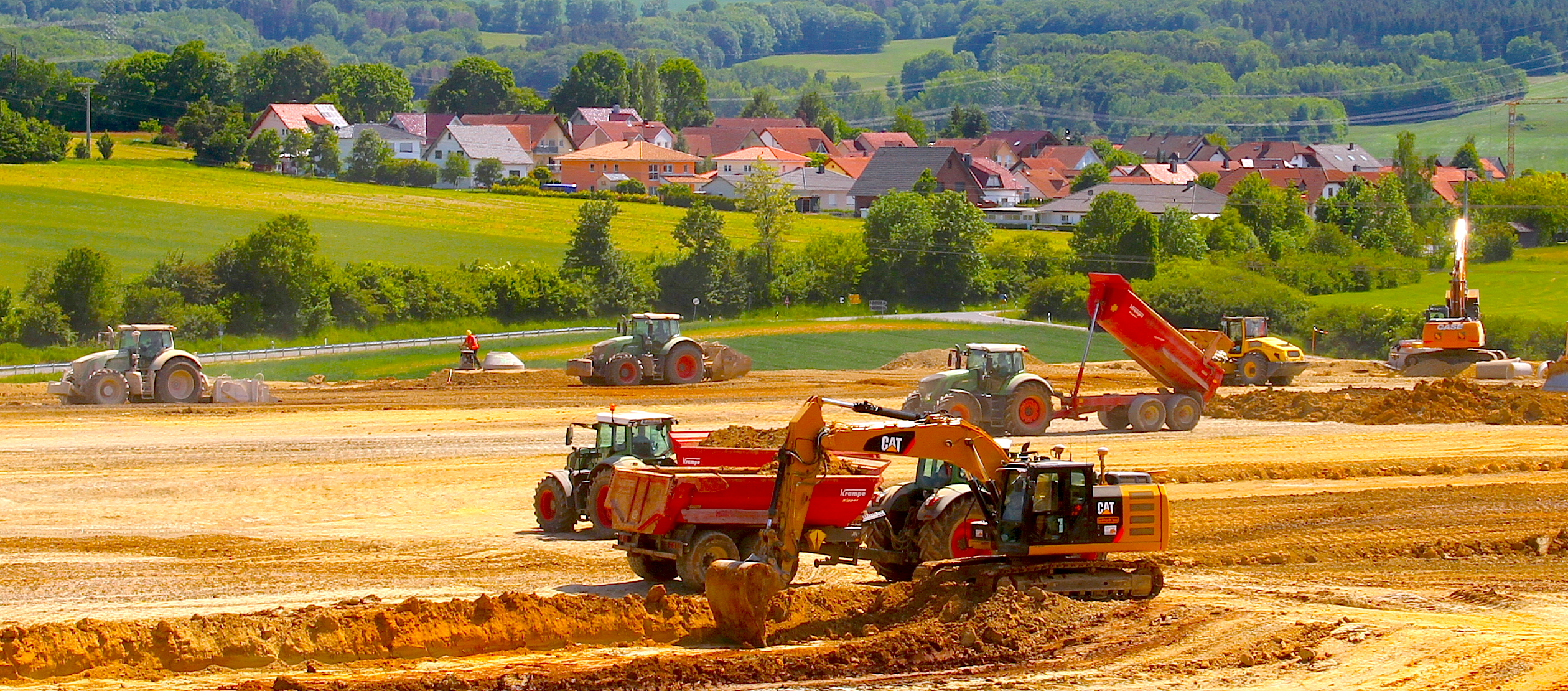
Neubaugebiet "Kalbacher Pfad" in Rückers, im Hintergrund der Hermannswinkel und das Naherholungs- und Quellgebiet Steinkammer im Naturpark Hess. Rhön, im Vordergrund Bauarbeiten für das Reifenlager des südkoreanischen Reifenhändlers Hankook auf dem Eisenküppel

### Geographische Lage und Nachbarorte
Rückers liegt im Süden des Landkreises Fulda auf dem sanft abgleitenden Nordhang des Landrückens, dem verbindenden Höhenzug zwischen Rhön und Vogelsberg im Naturpark „Hessische Rhön“.
Neben der Steinkammer, dem Naherholungsgebiet für den Südkreis Fulda, befinden sich im näheren Umkreis von Rückers noch im Norden der Eisenküppel, nordöstlich gleich anschließend der Schwebener Berg, östlich der Lichteberg, der Steinrück, südöstlich der Fliegenküppel und der Huttener Berg, südlich der Hermannswinkel, das Breite Feld und der Kalkofen, südwestlich der Drasenberg und der Katzenberg, im Westen der Arzberg, der Storker Küppel, der Heiligenberg, der Weinberg und das Knöschen, nordwestlich der Rommerzer Forst und der Gieseler Forst und nördlich der Opperzer Berg.
Rückers grenzt im Nordwesten an den Ort Flieden und im Nordosten an den Ort Schweben, im Südosten an den Ort Hutten, im Süden an den Ort Elm, im Südwesten an den Ort Klosterhöfe und im Westen an den Ort Höf und Haid.
| Flieden      | Fulda Neuhof                                | Schweben              |
| Höf und Haid | Kompassrose, die auf Nachbargemeinden zeigt | Kalbach Veitsteinbach |
| Klosterhöfe  | Elm Schlüchtern                             | Hutten                |

### Gliederung
Zu Rückers gehören die Weiler Keutzelbuch (historische Namensform: Keuzelbuch), Leimenhof und Gänsetrift. Der Ort Rückers gliedert sich in das Oberdorf, das Unterdorf und das Wohngebiet „Eckenheim“.
In der Gemarkung Rückers befinden sich die Höfe Berghof, Krackhof Tannenhof und der Wannerhof (historische Namensform: Wanderhof), die ehemaligen Wassermühlen Krämersmühle, Lappensteinermühle, Leidenmühle und die Ruppelsmühle sowie das Grubenhaus und die Jagdhütte.

### Gewässer und Quellgebiete
Durch die Gemarkung Rückers fließen das Hermannswasser, das Elmer Wasser, die Kesbach, das Struther Wasser, der Arzbach und das Kressenwasser.
Auf der Gemarkung gibt es vier große Quellgebiete, die für die Wasserversorgung der Gemeinden Flieden und Kalbach große Bedeutung haben.
Dies sind die Quellen im Kalkofen für die Wasserversorgung im Ort Flieden, die Quellen unterhalb der Steinkammer und im Hermannswinkel für die Wasserversorgung im Ort Rückers und die Quellen im Tiefwieschen unterhalb des Fliegenhäubchens für die Wasserversorgung in der Gemeinde Kalbach.

### Wasserscheide
Südlich von Rückers verläuft über das Breite Feld und die Steinkammer eine der bedeutendsten Wasserscheiden in Deutschland, die Rhein-Weser-Wasserscheide. Sie ist die Grenze der Einzugsgebiete der großen Ströme von Rhein und Weser. Gewässer in nördliche Richtungen, wie die Fließgewässer aus Rückers, entwässern zur Weser, Gewässer in südliche Richtungen, in den Rhein.

## Geschichte
Hünengräber, die am Fuße der „Steinkammer“ gefunden wurden, geben Zeugnis davon, dass hier schon in der vor- und frühgeschichtlichen Zeit Menschen lebten. Die Gründung des Ortes Rückers dürfte etwa in die Zeit Karls des Großen fallen.
Geschichtlich wird Rückers erstmals um das Jahr 1160 erwähnt. Damals schenkte der Fürstabt Marquard I. den Mönchen von St. Johannes und St. Andreas in Neuenberg (Fulda) ein Grundstück in Rückers. Der Ort wird damals als „Rutchares“ oder als das Gehöft des „Hruodger“ bezeichnet. Der Geschichtsforscher Johann Friedrich Schannat erklärt den Namen aus seinen althochdeutschen Bestandteilen: hruod = Ruhm und ger = Speer, zusammengefasst = „der ruhmreiche Speer“.
Damit dürfte nach Schannat wohl eine Person gemeint sein, die sich als ruhmreicher Speerkämpfer hervortat und der zu jener Zeit Rückers gehörte. Dies entspricht auch der allgemeinen Überlieferung, nach der an der Stelle des heutigen Anwesens „Hofbauer“ einst der Besitzer gewohnt hat. Ringsherum hatten sich halbfreie Bauern angesiedelt, die man „Hintersassen“ nannte. Aus diesem Wort entstanden die heutigen Hausnamen, die mit -hanse enden.
Die nächste geschichtliche Erwähnung finden wir 1355. Hier wird der Ort schon als „Rückharts“ bezeichnet. Damals besaß Petze von Bienbach die Vogtei in Rückers. Aufgrund alter Schenkungen beanspruchte der Konvent des Klosters Neuenberg jedoch bestimmte Rechte.

### Gebietsreform
Die selbstständige Gemeinde „Rückers Kr. Fulda“ mit ihren Ortsteilen Keutzelbuch und Leimenhof wurde durch die Gebietsreform in Hessen am 1. August 1972 kraft Landesgesetz in die Großgemeinde Flieden eingegliedert.

## Religion

### Katholische Kirche Rückers

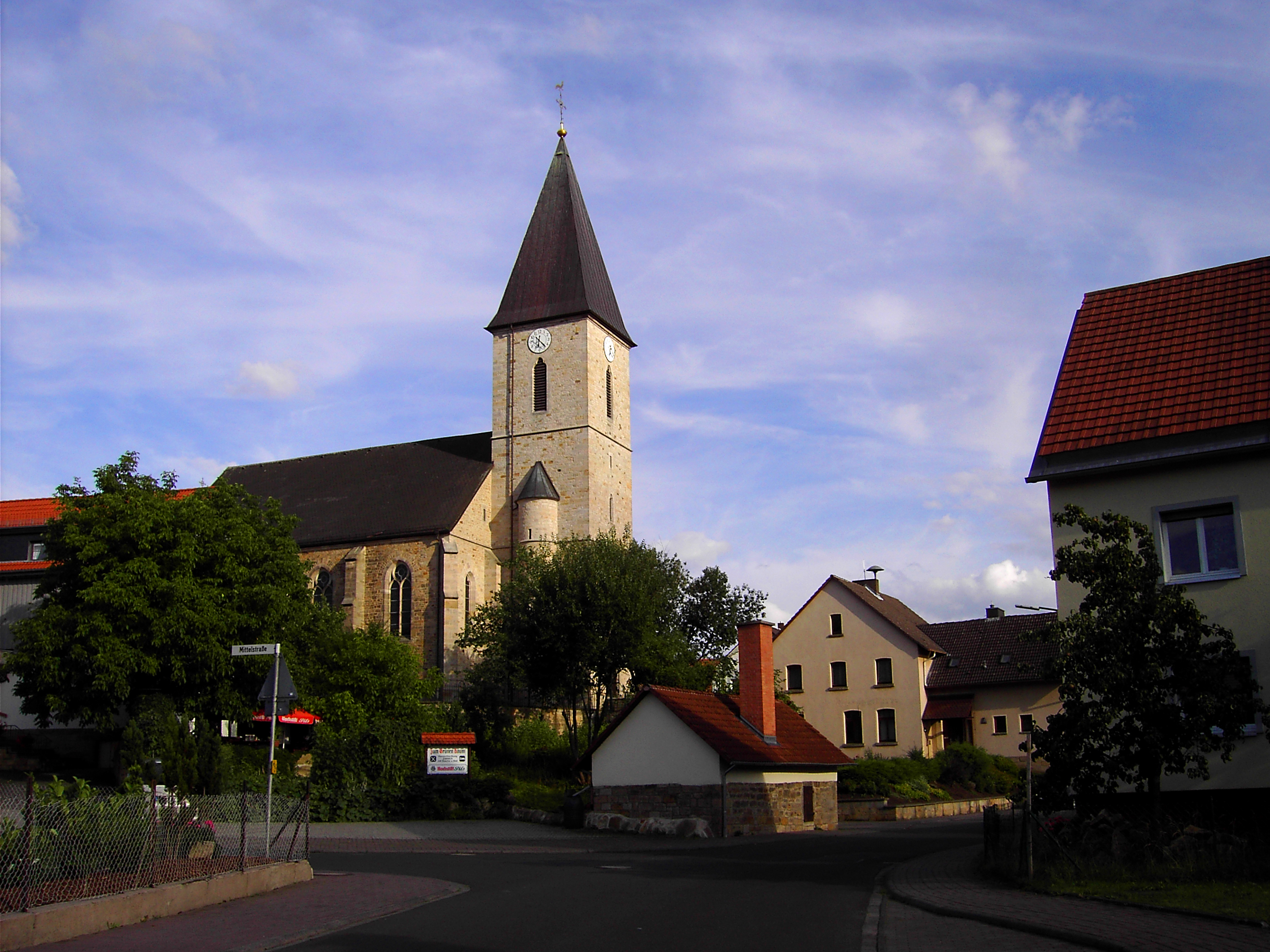
Katholische Pfarrkirche „Mariä Himmelfahrt“ in Rückers

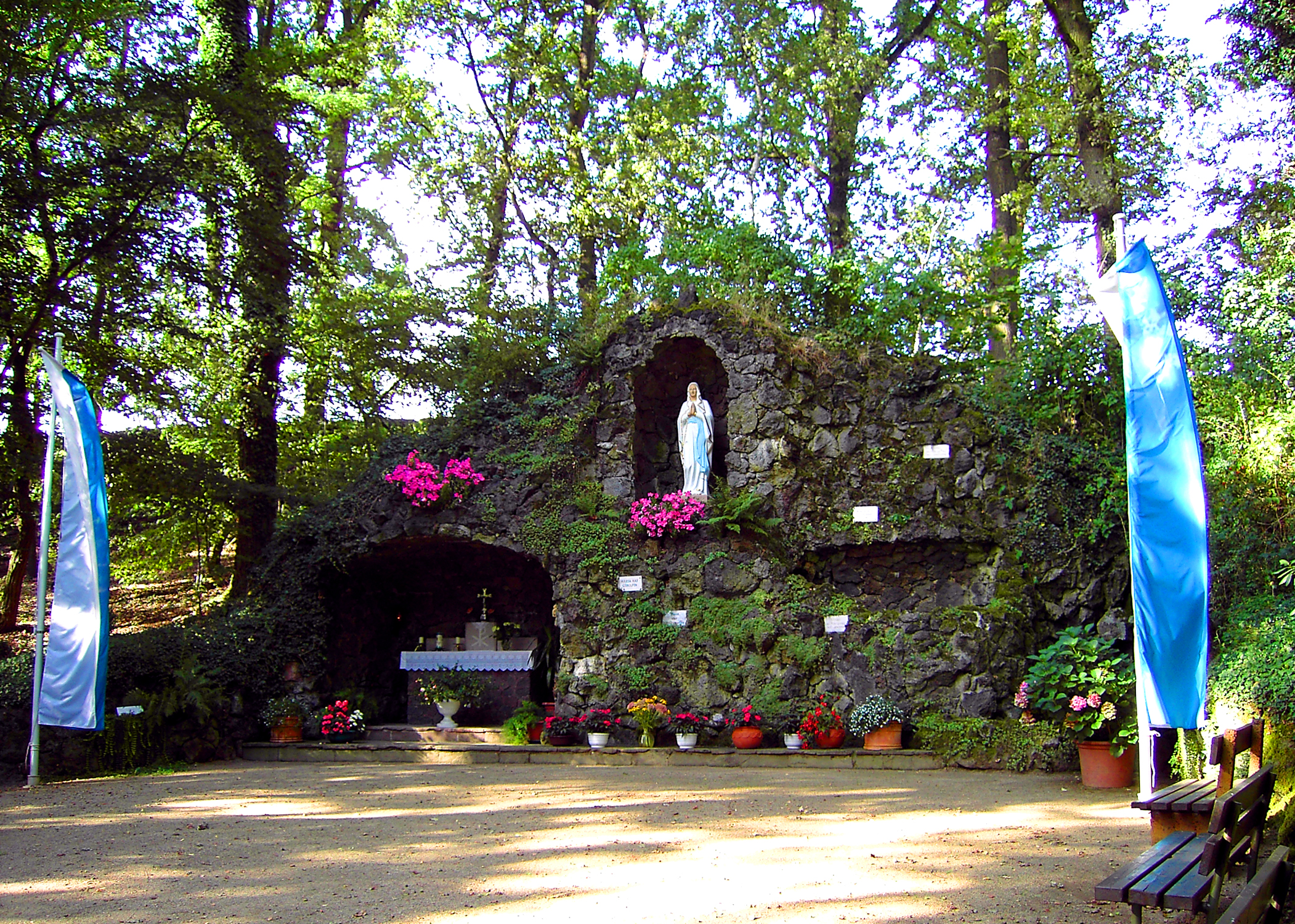
Mariengrotte in Rückers

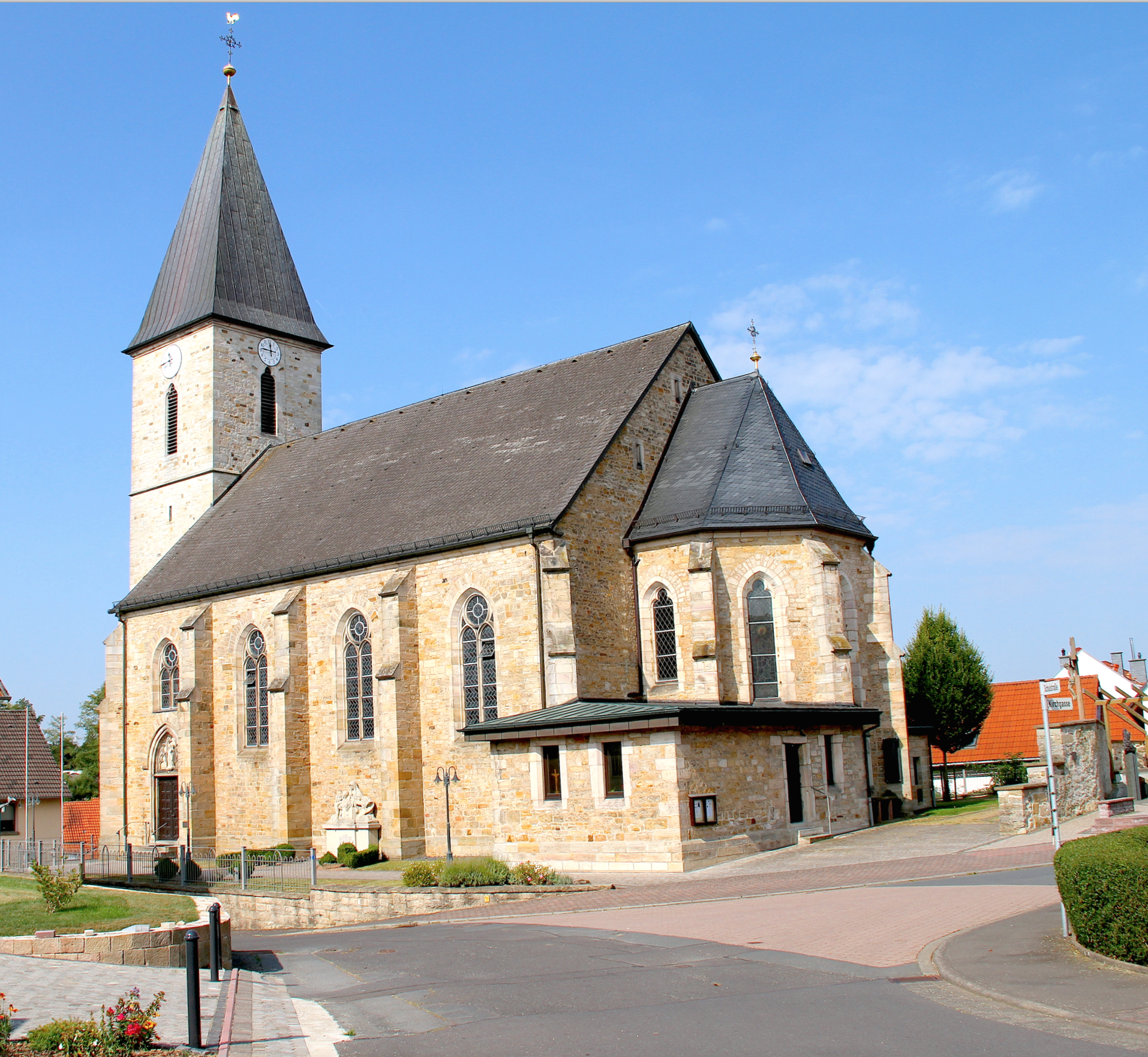
Wallfahrtskirche „Mariä Himmelfahrt“ in Rückers

Im Ort steht die katholische Wallfahrtskirche Mariä Himmelfahrt. Weiterhin gibt es eine Mariengrotte.
Die bisher eigenständige Pfarrkirche „Mariae Himmelfahrt“ in Rückers ist seit dem 1. Januar 2021 eine Filialkirche der neu gegründeten Pfarrei und Katholischen Kirchengemeinde „Christkönig“, Flieden.
Als Pfarrer ist Thomas Maleja tätig. Er wird unterstützt von Pfarrer Zbigniew Zielinski.

### Kirchengeschichte
Im Jahr 1451 wird zum ersten Mal die Kapelle zu Rückers erwähnt. Die Kardinäle Georgius, Astorgius, Prosper, Petrus und Cusa gewährten „der Marienkapelle in Rückers, einer Filialkirche der Pfarrei Flieden im Mainzer Bistum“ in einer Urkunde reiche Ablässe. Schon zu dieser Zeit war die Kirche in Rückers als Wallfahrts- und Gnadenkapelle bekannt.
Die im Jahr 1621 neu erbaute Gnadenkapelle wurde sehr reichhaltig ausgestattet. Es wurde eine Orgel beschafft, die vermutlich nur ein kleines Instrument gewesen ist, und in einer Beschreibung von 1656 werden neben der Gemeindeglocke drei weitere Glocken aufgeführt.
Rückers war der einzige Marienwallfahrtsort im Hochstift Fulda. Den Höhepunkt in seiner Bedeutung als Wallfahrtsort erreichte Rückers im 18. Jahrhundert. Durch die Wirren der napoleonischen Kriege und die darauffolgende Neuordnung Deutschlands kam die Fürstabtei Fulda zum Kurfürstentum Kassel. Der neue Landesherr Prinz von Oranien verbot durch ein Edikt 1802 alle Wallfahrten und den Besuch der Rückerser Kirche. So nahm der Strom der Wallfahrer ein plötzliches Ende.
Mit Urkunde vom 14. November 1872 erhob der Fuldaer Bischof Christoph Florentius die 1844 gegründete Lokalkaplanei zur eigenständigen Pfarrei Rückers.
Einen besonders tragischen Schicksalsschlag erlitt der Ort am 12. Mai 1890. Damals wurde sowohl die alte Wallfahrtskirche als auch ein Großteil des Ortes ein Raub der Flammen.
Am 26. Mai 1891 wurde der Grundstein zu der neu aufzubauenden Pfarrkirche gelegt und feierlich eingesegnet. Nach einer Bauzeit von ca. drei Jahren wurde die nach den Plänen des Paderborner Dombaumeisters Arnold Güldenpfennig erbaute neue Kirche am 12. September 1893 durch Bischof Joseph Weyland von Fulda feierlich konsekriert.
Nach einer Bauzeit von vier Monaten wurde am 28. September 1958 die Mariengrotte eingeweiht.
Ein Jahr vor ihrem 150-jährigen Bestehen als eigenständige Pfarrei verlor die Katholische Kirchengemeinde „Mariae Himmelfahrt“ in Rückers ihre Selbständigkeit. Aufgrund des Bistumsprozesses Bistum Fulda 2030 wurde sie mit Wirkung zum 1. Januar 2021 mit der Pfarrei und Kath. Kirchengemeinde „St. Goar“ in Flieden vereinigt. Die Kirchenbücher wurden geschlossen. Das Eigentum der bisherigen Kath. Kirchengemeinde „Mariae Himmelfahrt“ in Rückers ging auf die neu gegründete Kath. Kirchengemeinde „Christkönig“, Flieden über. Die bisherige Pfarrkirche „Mariae Himmelfahrt“ in Rückers ist nun eine Filialkirche der neu gegründeten Pfarrei und Kath. Kirchengemeinde „Christkönig Flieden“. Pfarrkirche der neugegründeten Pfarrei „Christkönig“ ist die bisherige Pfarrei „St. Goar“ in Flieden.

### Ökumenischer Jakobsweg
Durch Rückers führt der 125 km lange Ökumenische Jakobsweg von Fulda an den Main. Die Strecke führt von Flieden kommend nach Rückers hinauf auf die Steinkammer und das Breite Feld über den Distelrasen hinunter nach Schlüchtern. Der Pilgerweg gehört zum Verbindungssystem der „Via Regia“, deren Wegenetz von der Ukraine bis nach Spanien führte.

## Politik
Nachdem bei den Kommunalwahlen 2016 nur eine Liste der SPD zur Wahl stand und im Ortsbeirat nur noch die SPD vertreten war, ist seit der Kommunalwahl 2021 nun auch wieder die CDU im Ortsbeirat vertreten. Ortsvorsteher ist Roland Besel (SPD).

## Kultur und Sehenswürdigkeiten

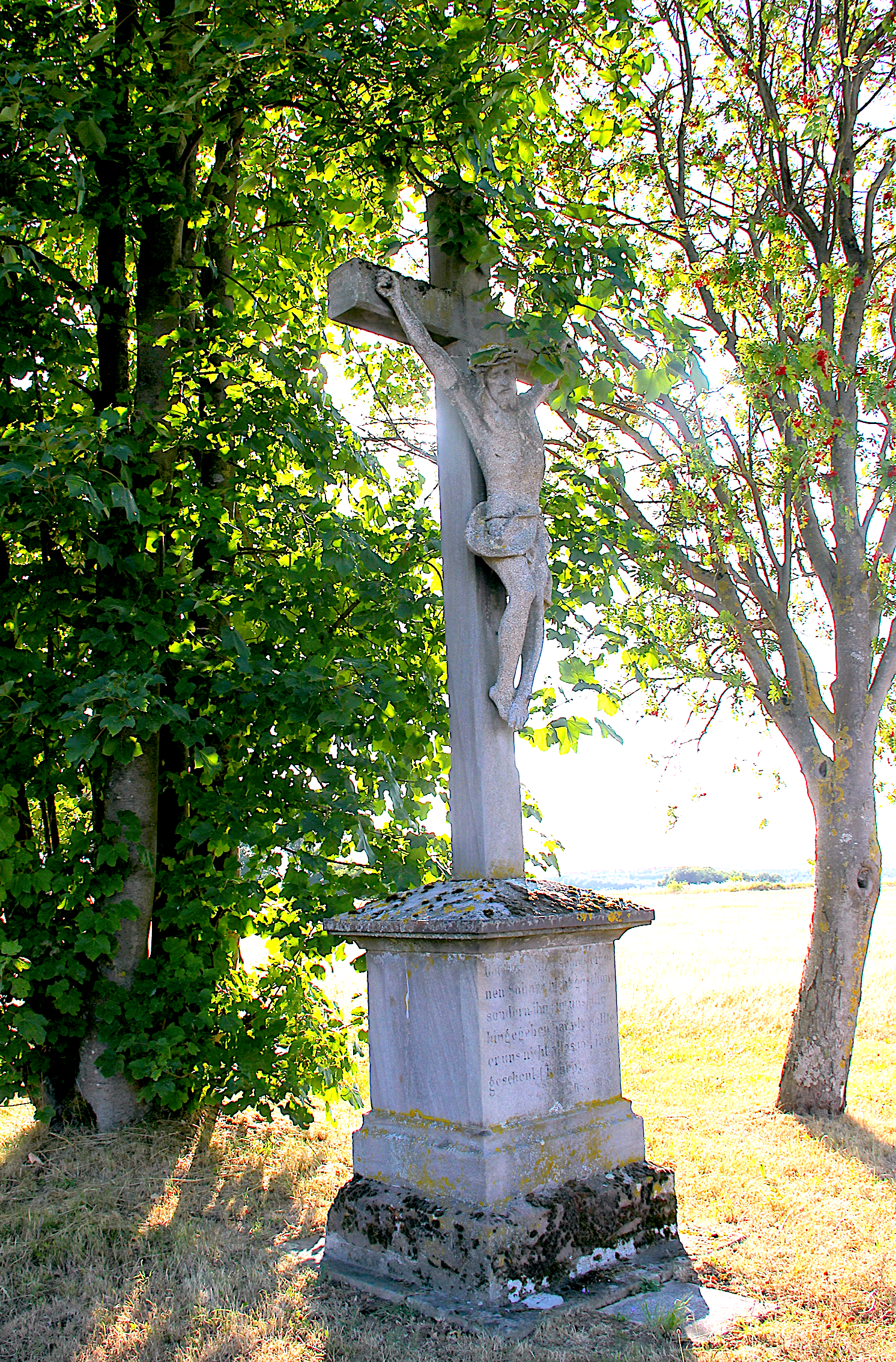
"Rotes Kreuz" in Rückers (Flieden) auf dem Roggesse-Berg

Mit über 20 Vereinen besteht ein breites Angebot, sich kulturell, sportlich oder im musischen Bereich zu engagieren.

### Musik
Der  Spielmanns- und Fanfarenzug Rückers e. V. ist weit über die Grenzen der Gemeinde Flieden durch sein Programm aus Marsch, Musik und Show bekannt. Auftritte hatte er bei der Eröffnung der Leichtathletik-Weltmeisterschaften am Brandenburger Tor in Berlin, beim Münchner Oktoberfest, dem Blumenkorso in Bad Ems, dem Wormser Backfischfest, dem Brezelfest in Speyer, bei Musikparaden u. a. in München, Dresden, Dortmund und Stuttgart und dem Grenzlandfest in Zwiesel. International konnte er sich schon in Österreich, der Schweiz, Frankreich, Tschechien, Belgien, Luxemburg und den Niederlanden präsentieren.

### Theater

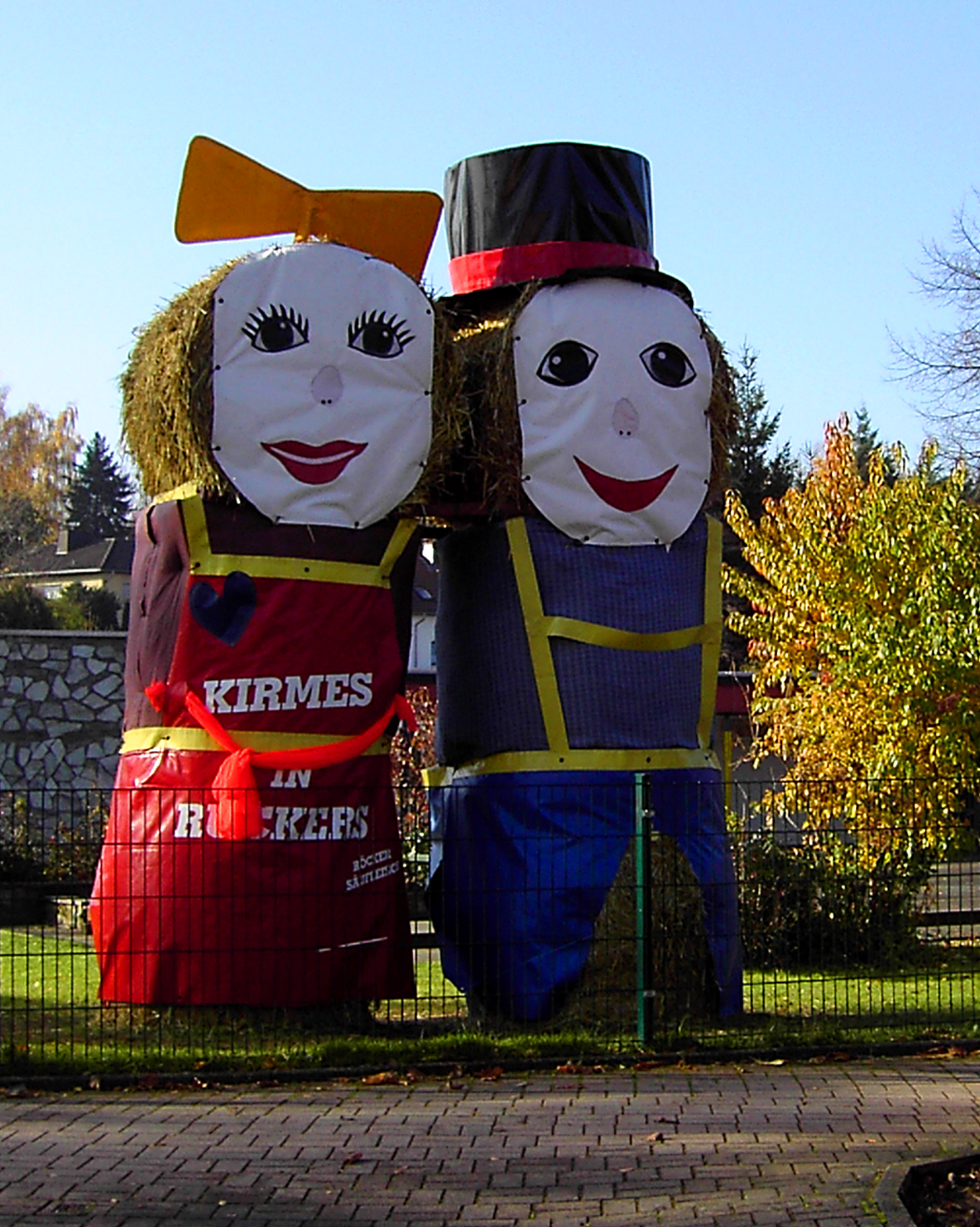
Kirmes in Rückers

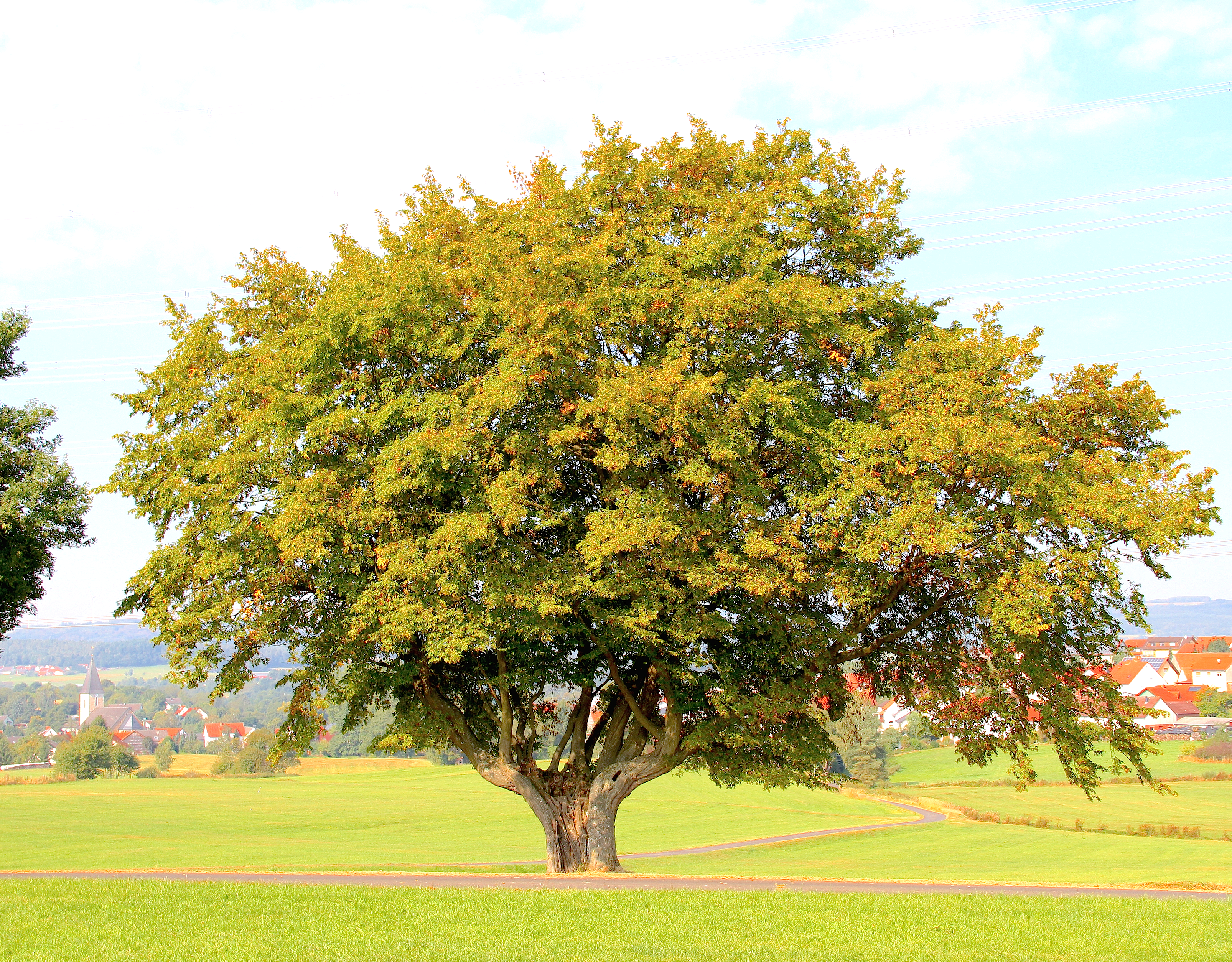
Der "Blitzbaum" in Rückers

Die Laienschauspielgruppe Rückers e. V. ist eine Gruppe von Laiendarstellern, die seit mehr als 30 Jahren mit ihren Theateraufführungen auf der Bühne im Rückerser Bürgerhaus ihr treues Publikum aus Rückers und der Region erfreut.

### Regelmäßige Veranstaltungen
- „Aussendung der Sternsinger“ (Kommunionkinder, Ministranten), an Heilige Drei Könige.
- „Foaset“ (Fasching) mit Festumzug und Feier auf dem Dorfplatz, an Rosenmontag[32].
- „Hutzelfeuer“, am ersten Sonntag nach Aschermittwoch.
- „Flurprozessionen“, in der Bittwoche um Christi Himmelfahrt.
- „Eucharistische Prozession“, an Fronleichnam, mit Blasmusik, unter Beteiligung der Vereine mit Fahnenabordnungen, durch die festlich geschmückten Straßen, zu den vier mit Blumenteppichen prachtvoll gestalteten Altären[33].
- Serenade der "Steinkammer Alphornbläser" am Blitzbaum, im Juni.
- „Patrozinium“, am 15. August (Maria Himmelfahrt).
- „Sommernachtsklänge am Musikpavillon“ (Open-Air-Veranstaltung), im August.
- „Sternwallfahrt“ zur Marienfigur, im August.
- "Rückerser Brunnenfest", im September.
- „Pfarrfest der Kath. Kirchengemeinde“ mit Lichterprozession zur Grotte, im September.
- „Volkswandertag“ und „Rückerser Wiesn“, im September.
- „Kirmes“ (Kirchweih), am ersten Sonntag nach Allerheiligen.
- „St. Martinszug“ (Laternenumzug der Kinder), an St. Martin (Martinstag).
- „Festliches Weihnachtskonzert“ in der Pfarrkirche Mariä Himmelfahrt, im Dezember

### Parks und Naherholungsgebiete

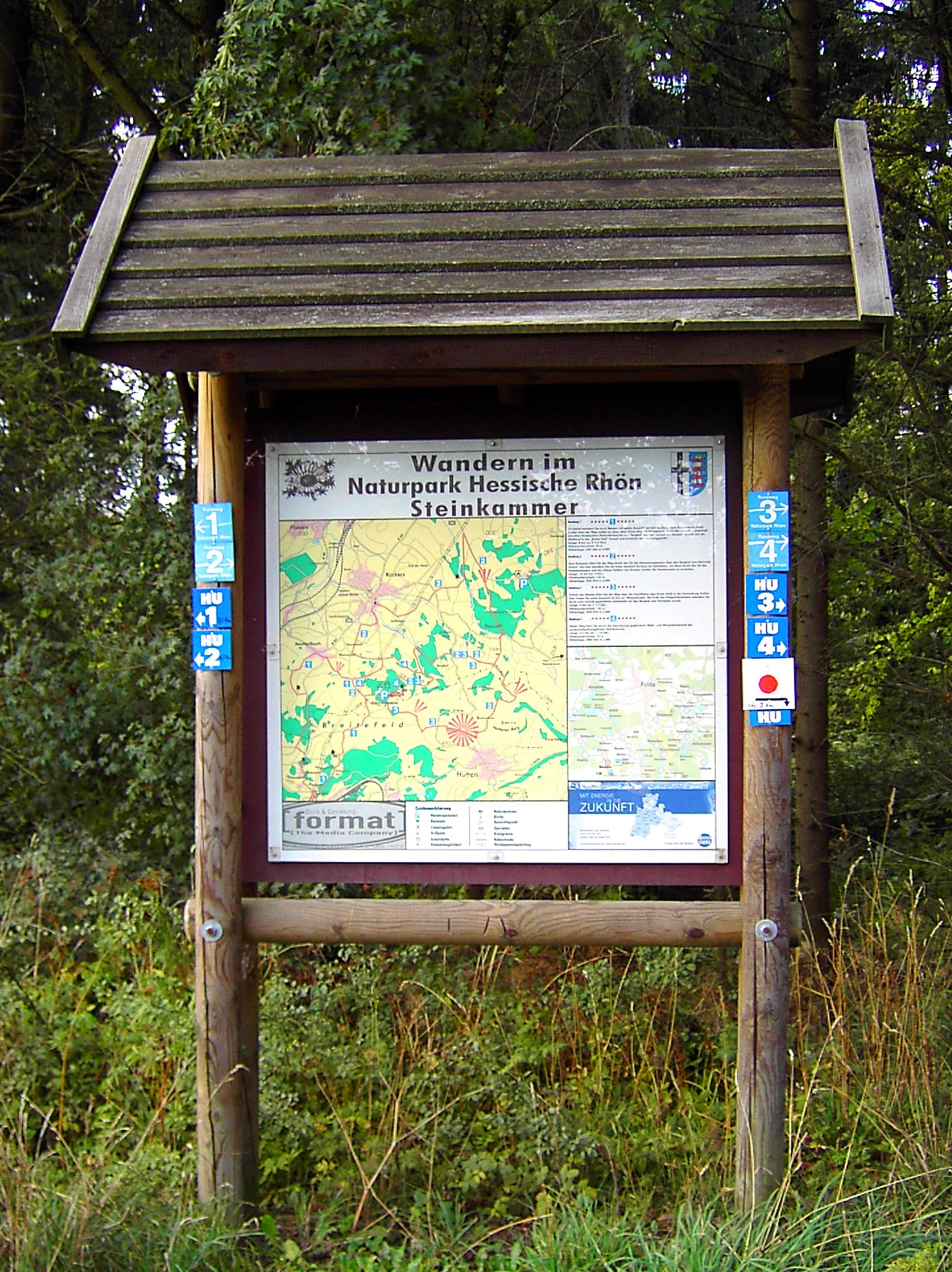
Wanderkarte im Naturpark

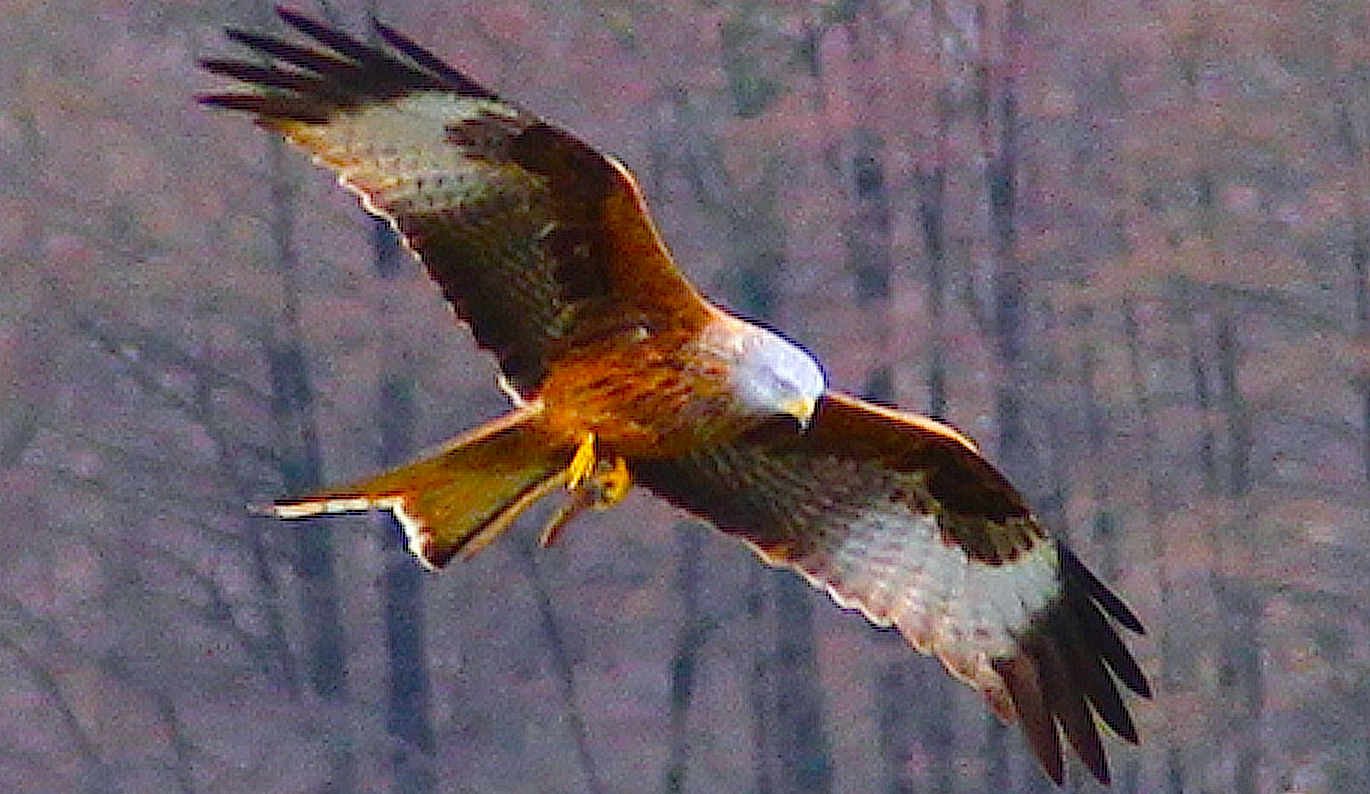
Jagender Rotmilan mit Beute in der Gemarkung Rückers im Naturpark Rhön

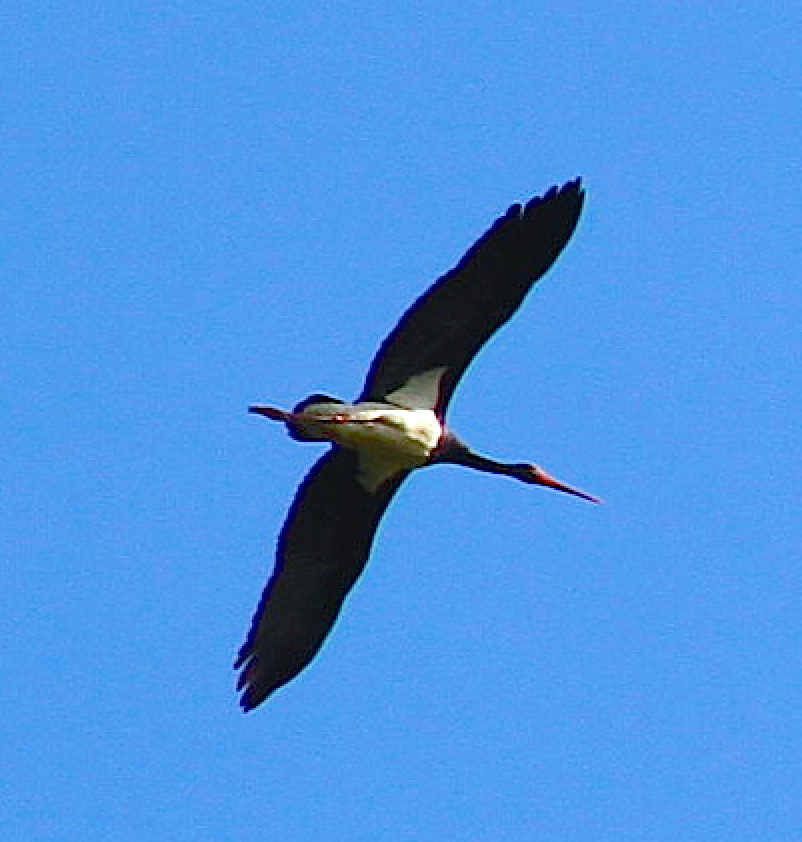
Schwarzstorch in Rückers (Naturpark Rhön)

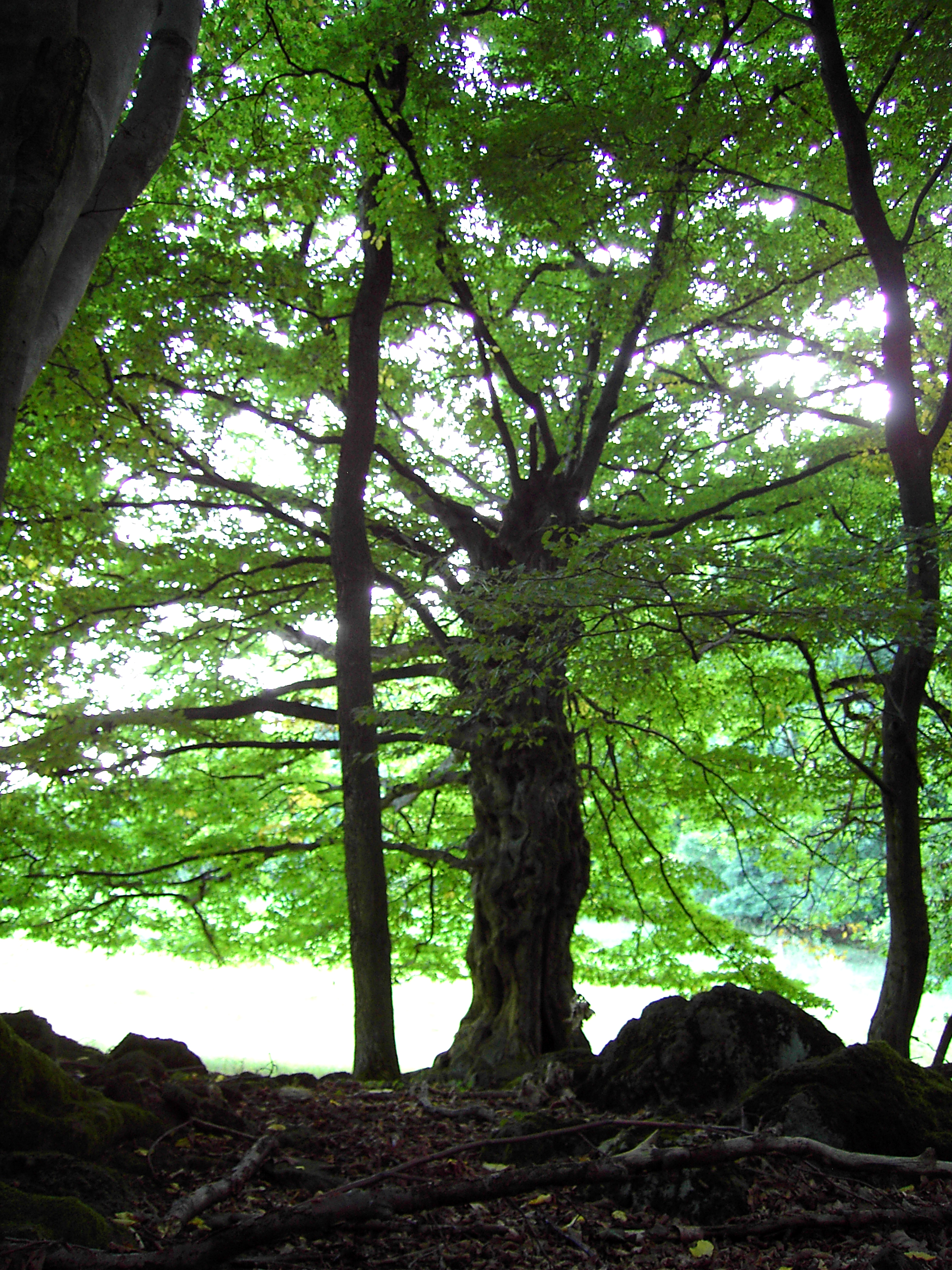
Naturdenkmal im Hermannswinkel

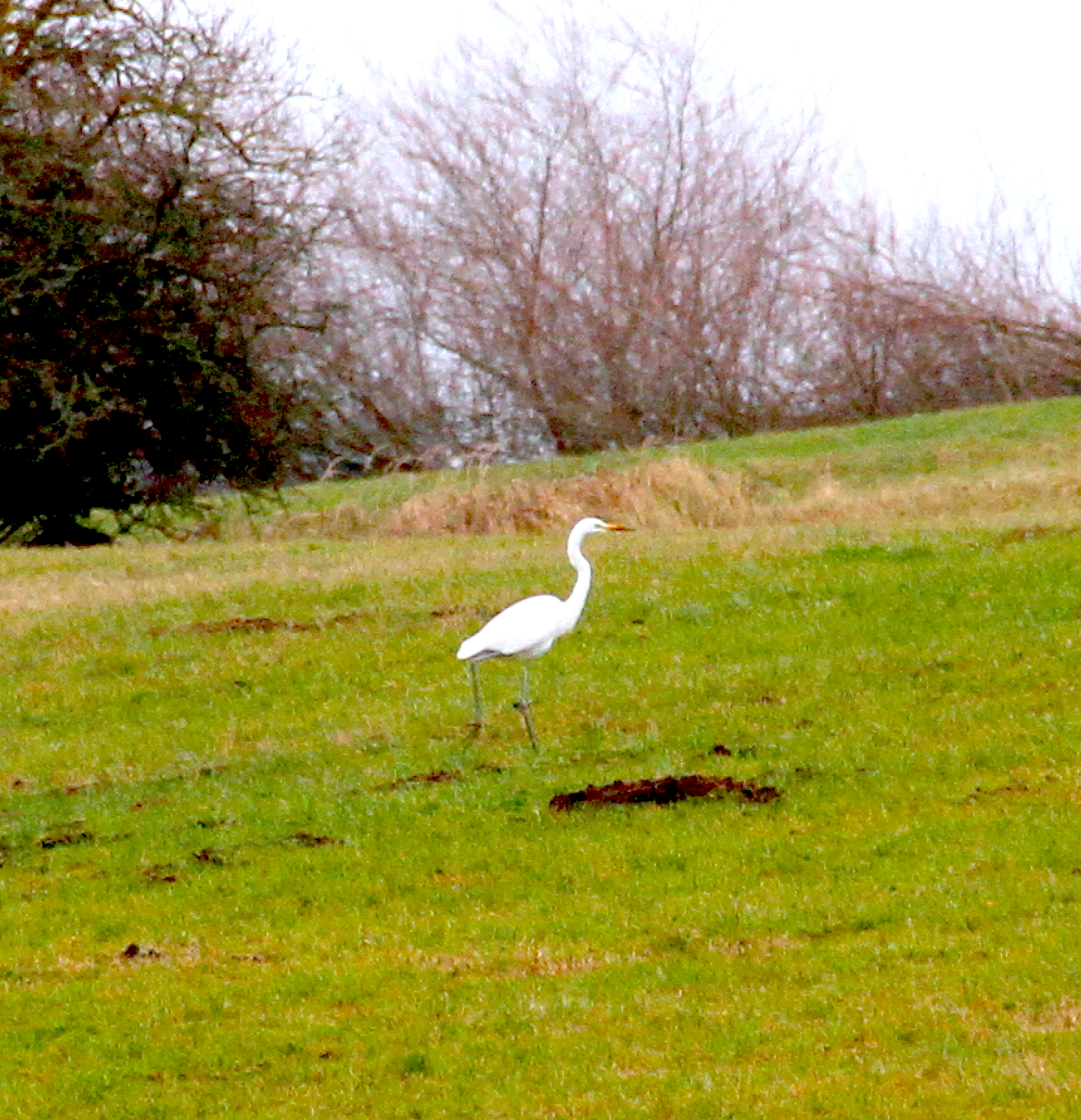
Silberreiher in der Gemarkung Rückers (Naturpark Rhön)

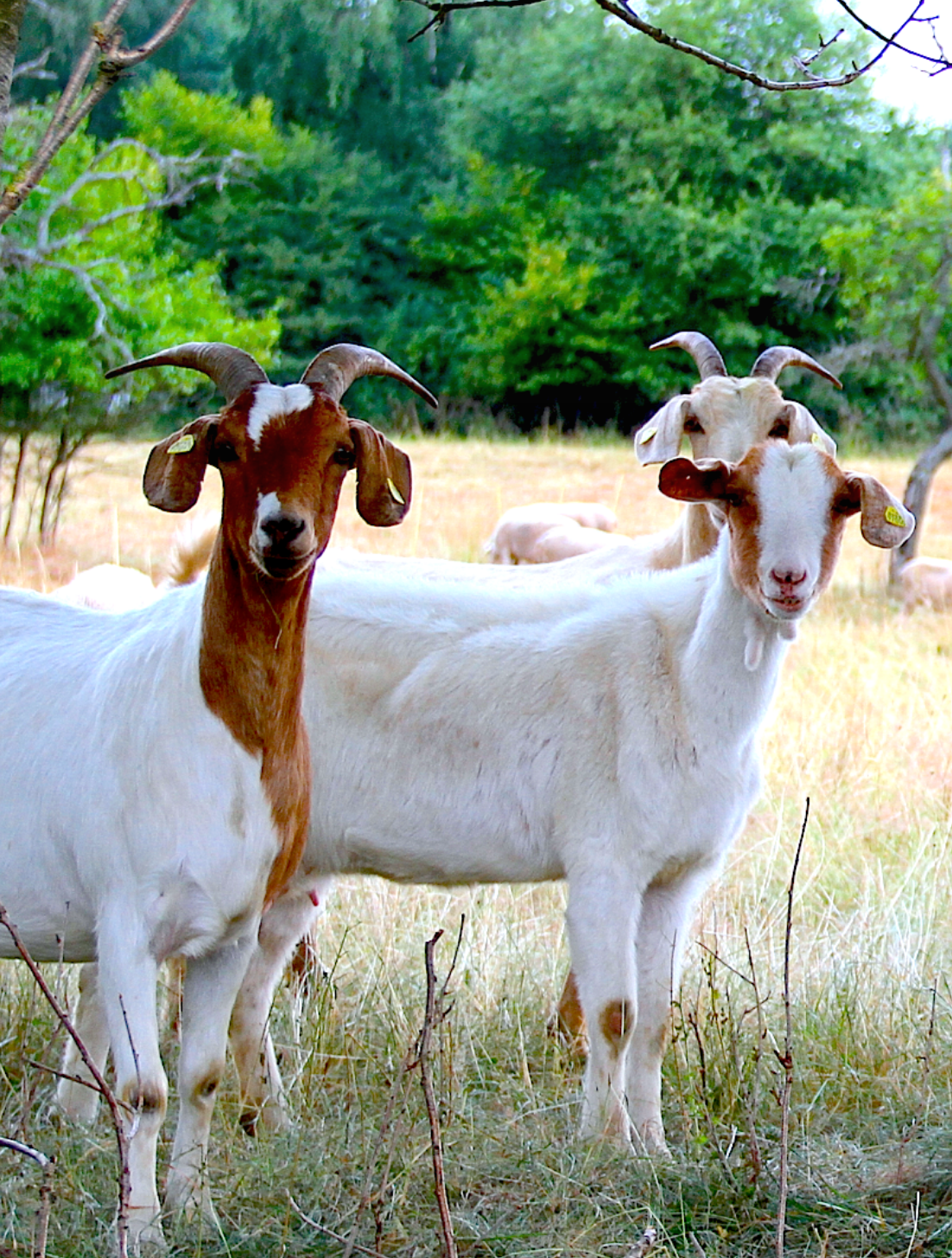
Ziegenherde auf dem Breitefeld

Das geologisch und botanisch interessante Naherholungs- und Quellgebiet „Steinkammer“ bietet dem Erholungssuchenden mit Rundwanderwegen und seiner parkähnlichen Landschaft herrliche Aussichten auf Rhön, Vogelsberg und Spessart.
Die „Steinkammer“ ist ein Landschaftsschutzgebiet, das im Naturpark „Hessische Rhön“ liegt und an den Naturpark „Hessischer Spessart“ angrenzt.
Die Rundwanderwege des Naturparks „Hessische Rhön“ (Steinkammer West und Steinkammer Ost) führen durch Laub- und Nadelwälder entlang von Grünlandflächen und Bächen zu romantischen und verschwiegenen Plätzen.
- Der Rundweg 1 mit einer Länge von 8 km führt von der Steinkammer zunächst nach Keutzelbuch dann nach Süden über das Breite Feld durch die reizvolle Landschaft vorbei an Naturdenkmalen (alte Eiche und alte Hutebuchen) nach Westen zum Berghof und zurück.[34]
- Der Rundweg 2 mit einer Länge von 14 km führt von der Steinkammer über das Tal des Hermannswassers über den Berghof zum Steinrück bis kurz vor Schweben dann durch das Tal des Kressenwassers über die offene Feldflur von Rückers und zurück auf die Steinkammer.[35]
- Der Rundweg 3 mit einer Länge von 9 km führt von der Steinkammer über die Hochfläche des Breiten Feldes nach Hutten über das Fliegenhäubchen zum Berghof und zum Ausgangspunkt zurück.[36]
- Der Rundweg 4 mit einer Länge von 4,2 km führt durch die kleinräumig gegliederte Wald- und Wiesenlandschaft des Landschaftsschutzgebietes „Steinkammer“.[37]

Von der "Steinkammer" aus gelangt man auch auf den BUND-Schlüchtern-Rundweg "Rhön, Spessart und Vogelsberg auf einen Streich".
Über den "Eisenküppel", ein "nicht unbeträchtlicher Höhenpunkt", der eine "vorteilhafte Aussicht" gewährt, führen die Wanderwege Nr. 7 und Nr. 8 des Fremdenverkehrsvereins Flieden e. V. Sie sind mit einem weißen Quadrat und roter Zahl gekennzeichnet.
- Der Hessische Radfernweg R3 und der "Erlebnisradweg VIA REGIA" von Frankfurt bis Krakau und darüber hinaus verlaufen westlich des Eisenküppels.[41][42]
- Der Radweg Nr. 2 "Besinnlichkeit erfahren" des "Regionalforums Fulda-Südwest", führt von Flieden über Schweben und zurück nach Flieden 14 km lang um den Eisenküppel.[43][44]

Die alte Kulturlandschaft wird von dem in der Bundesrepublik Deutschland nur noch selten vorkommenden und streng geschützten Greifvogel, dem Roten Milan (Milvus milvus) als Brut- und Nahrungshabitat genutzt.
Naturbeobachter können vom Rückers aus im Frühjahr und im Herbst die über den Landrücken ziehenden Kraniche in ihren keilförmigen Formationen beobachten.

## Wirtschaft und Infrastruktur

### Bildung
In Rückers gibt es den Kindergarten „St. Nikolaus“ und die „Steinkammerschule“ (Grundschule).

### Öffentliche Einrichtungen
Im Ort gibt es ein Bürgerhaus mit Kegelbahn, ein Dorfgemeinschaftshaus, einen Jugendraum und mehrere Kinderspielplätze.
Das Freibad Landrücken befindet sich in Südhanglage zwischen den Orten Rückers und Flieden und ist zu Fuß erreichbar.

### Tourismus
Vier Gaststätten mit Biergärten laden Wanderer und Erholungssuchende ein. Übernachtungsmöglichkeiten bieten ein Landgasthof, ein Gästehaus und eine Pension.

### Unternehmen
Das deutsche GPL Opensource Contentmanagementsystem und das GPL Opensource Framework wird in Rückers hergestellt. Außerdem ist die Großmetzgerei Robert Müller hier ansässig. Die Metzgerei, zu der über 70 Filialen und über 500 Mitarbeiter gehören, wurde 2018 vom Magazin Focus als beste Metzgerei Deutschlands ausgezeichnet.

### Verkehr

#### Straßen
Die nächste erreichbare Autobahn ist die Bundesautobahn 66 mit Autobahnanschluss Flieden zwischen Flieden und Rückers.
Durch den Ort führt die Landesstraße 3141, die im Bereich zwischen Rückers und Hutten aufgrund der Quellgebiete im Quellbiotop Hermannswinkel für den Transport wassergefährdender Güter gesperrt ist.

#### Eisenbahn
Nord-Süd-Eisenbahnverbindung
Im äußersten Westen der Gemarkung Rückers führt von Nord nach Süd, vom Bahnhof Flieden kommend über den Distelrasen, die Nord-Süd-Eisenbahnverbindung von Hannover über Göttingen, Bebra und Fulda nach Würzburg, inklusive einer Zweigstrecke nach Frankfurt am Main:
- Bahnstrecke Fulda–Hanau → Hauptartikel: Kinzigtalbahn (Hessen)
- Bahnstrecke Flieden–Gemünden → Hauptartikel: Bahnstrecke Flieden–Gemünden

Neubaustrecke Gelnhausen–Kalbach
Durch die Gemarkung Rückers führt die von der DB Netz AG bevorzugte Trasse für die Neubaustrecke Gelnhausen-Kalbach, (Trassenvariante IV).
Geplant ist ein 10 km langer Eisenbahntunnel, der den Landrücken nicht auf dem kürzeren Weg von Nord nach Süd (Trassenvariante Variante V) quert, sondern aus Richtung Norden von Fulda über Kalbach kommend, längs von Ost nach West – über die Gemarkung Rückers mit dem Hermannswinkel, der Steinkammer (Naherholungs- und Quellgebiet), dem Breitefeld und dem Kalkofen – nach Schlüchtern führt.
Im großräumigen Gebiet befinden sich die Rhein-Weser-Wasserscheide und die wichtigsten Quellen der Gemeinden Kalbach und Flieden. Dies sind die Quellen im Tiefwieschen unterhalb des Fliegenhäubchens (Wasserversorgung der Gemeinde Kalbach), die Quellen im Hermannswinkel und unterhalb der Steinkammer, die Struth- und die Aschquelle (Wasserversorgung der ehem. Gemeinde Rückers) und die Quellen im Kalkofen (Wasserversorgung der Gemeinde Flieden). Befürchtet wird durch die Drainagewirkung des Tunnels (Ableitung des Bergwassers) eine Entwässerung des Berges und das Auftreten von Erdfällen.
Zurzeit läuft das Raumordnungsverfahren. Parallel zum Raumordnungsverfahren laufen bereits die Erkundungsbohrungen für den Ausbau der Strecke.
Die von der Variante IV stark betroffenen Kommunen Bad Soden-Salmünster, Schlüchtern, Steinau und Kalbach lehnen diese Variante ab. Gegen die Erkundungsbohrungen und die Errichtung und den Betrieb von Grundwassermessstellen auf ihrem Gemeindegebiet hat die Stadt Schlüchtern vor dem Bundesverwaltungsgericht Klage eingelegt.
Im Frühjahr 2021 kam es bei den Erkundungsbohrungen für die Trassenvariante IV in der Gemarkung Rückers, im Quellgebiet im Hermannswinkel, zu einem Bohrunfall, nachdem ein artesisch (gespannter) Grundwasserleiter angebohrt wurde.

#### Fernradweg
Durch die Gemarkung führt der „Hessische Radfernweg R3“. Der rund 240 Kilometer lange Radfernweg beginnt in Rüdesheim am Rhein und führt über Fulda nach Tann in der Rhön.

## Persönlichkeiten

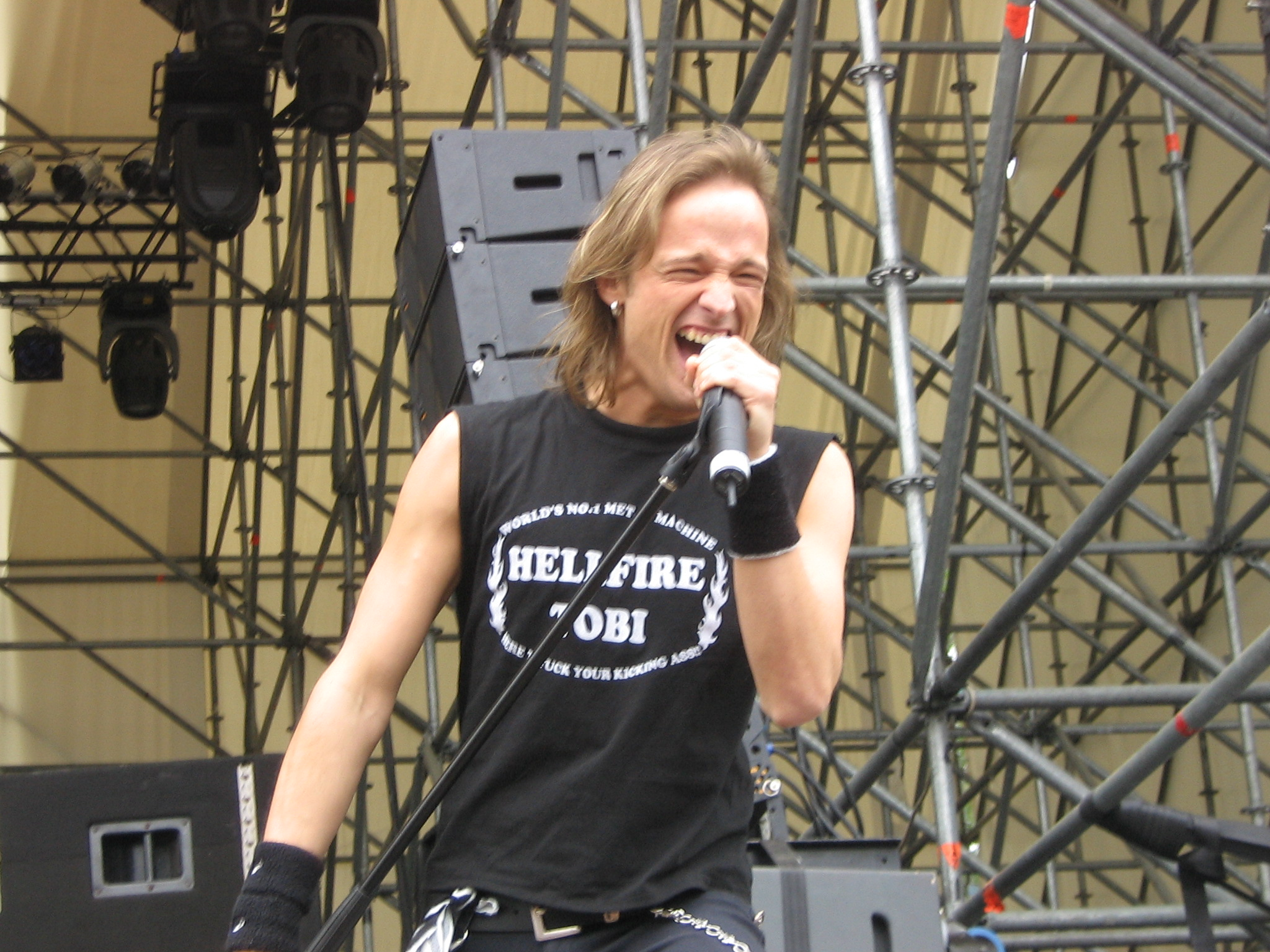
Tobias Sammet

- Friedrich Joseph Stöhr (1802–1875) war ein deutscher Politiker, Landtagsabgeordneter von 1842 bis 1848 und Bürgermeister in Rückers (Kreis Fulda).[55]
- Renate Gärtner (* 1952) ist mehrfach deutsche Meisterin im Hochsprung der Damen und Olympiateilnehmerin bei den Olympischen Sommerspielen 1972 in München.
- Stefan Heil (* 1968) aus Rückers ist Professor für Religionspädagogik und Didaktik des katholischen Religionsunterrichts an der Julius-Maximilians-Universität Würzburg.[56]
- Tobias Sammet (* 1977) ist Musiker, Komponist, Musikproduzent, Mitbegründer und Frontman der Power-Metal-Band „Edguy“ sowie Initiator des Soloprojekts „Avantasia“.